# Stenocercus tricristatus
Espèce
Synonymes
- Ophryoessoides tricristatus Duméril, 1851

Stenocercus tricristatus est une espèce de sauriens de la famille des Tropiduridae.

## Répartition
Cette espèce est endémique du Minas Gerais au Brésil.

## Publication originale
- Duméril & Duméril, 1851 : Catalogue méthodique de la collection des reptiles du Muséum d'Histoire Naturelle de Paris. Gide et Baudry/Roret, Paris, p. 1-224 (lire en ligne).